# Perri Pierre
Perri Pierre, né le 28 décembre 1988 à Brooklyn, New York, est un acteur et producteur haïtiano-américain.

## Biographie
Après des études d'art dramatique et de théâtre au Queens College de l'université de la Ville de New York, il a décidé de se concentrer uniquement sur sa passion pour le cinéma. En 2011, il a écrit, réalisé et joué dans sa première production, J-12, qui sera diffusée sur la télévision nationale aux États-Unis en 2013. Plus tard, il a produit et joué dans sa deuxième production, Three Of One Kind avec laquelle il remporte son premier prix, le prix du public décerné lors du festival international de la bande annonce. Perri travaille actuellement sur sa quatrième production : A Pearl in the Carribean.
En février 2013, Perri produit et joue le rôle principal dans le film Addiction. Ce film est sorti au cinéma à Los Angeles et à New York en été 2013. Il est maintenant disponible en DVD et en vidéo à la demande sur amazon.com. En dehors de ses productions, Perri est notamment apparu dans New York, unité spéciale et Cupid.

## Filmographie

### Cinéma
| Année | Film              | En tant que | En tant que | En tant que | En tant que | En tant que         |
| Année | Film              | Réalisateur | Scénariste  | Producteur  | Acteur      | Rôle(s)             |
| ----- | ----------------- | ----------- | ----------- | ----------- | ----------- | ------------------- |
| 2011  | J-12              | Oui         | Oui         | Oui         | Oui         | Vladimir Jean       |
| 2013  | Three Of One Kind | Non         | Non         | Oui         | Oui         | Richard Smith-Davis |
| 2013  | Addiction         | Non         | Non         | Oui         | Oui         | Junior              |